# 添谷育志
添谷 育志（そえや やすゆき、1947年3月2日 - ）は、日本の政治学者。専門は西洋政治思想。明治学院大学名誉教授（法学部）。

## 経歴
1947年、栃木県で生まれた。東北大学大学院法学研究科を修了。

## 著作
単著
- 『現代保守思想の振幅：離脱と帰属の間』新評論 1995

共編著
- 『政治概念のコンテクスト：近代イギリス政治思想史研究』佐藤正志共著、早稲田大学出版部 1999
- 『アクセス政治哲学』押村高共著、日本経済評論社 2003

訳書
- 『保守的であること：政治的合理主義批判』マイケル・オークショット著、昭和堂 1988
- 『ホッブズの政治学』レオ・シュトラウス著、みすず書房 1990
- 『現代政治学入門』バーナード・クリック著、新評論 1990
  - 文庫化 講談社(講談社学術文庫) 2003
- 『ニーズ・オブ・ストレンジャーズ』マイケル・イグナティエフ著、風行社 1999
- 『ヴァーチャル・ウォー：戦争とヒューマニズムの間』マイケル・イグナティエフ著、風行社 2003
- 『デモクラシー』バーナード・クリック著、岩波書店 2004
- 『人権の政治学』マイケル・イグナティエフ著、風行社 2006
- 『フリー・ワールド：なぜ西洋の危機が世界にとってのチャンスとなるのか?』ティモシー・ガートン・アッシュ著、風行社 2011